# Collegium 1704
Collegium 1704 fu fondato nel 2005 dal cembalista e direttore d’orchestra Václav Luks come ensemble dedicato allo studio ed all'interpretazione della musica barocca in occasione del progetto Bach – Praga – 2005. Collegium 1704 e Collegium Vocale 1704 sono ospiti regolari di numerosi festival in tutta Europa e oltre ad eseguire le più importanti composizioni e opere liriche del repertorio barocco, promuovono anche maestri cechi quali Jan Dismas Zelenka e Josef Mysliveček, italiani quali Antonio Vivaldi e Claudio Monteverdi, e tedeschi quali Georg Friedrich Händel e Johann Sebastian Bach.
Collegium 1704 ha all'attivo una ventina di CD realizzati con prestigiose etichette discografiche come Château de Versailles Spectacles, Accent, Naxos, ed altre.

## Discografia

### CD
- Jean-Philippe Rameau: Les Boréades (Château de Versailles Spectacles, 2020)
- Jan Dismas Zelenka: Missa 1724 (Accent, 2020)
- Il giardino dei sospiri | Marcello, Vinci, Leo, Gasparini, Händel, sol. Magdalena Kožená (Accent, 2019)
- Georg Friedrich Händel: Messiah (Accent, 2019)
- Johann Sebastian Bach: Oboe concertos et cantatas, sol. Anna Prohaska (Accent, 2018)
- Josef Mysliveček: Violin Concertos (Accent, 2018)
- Jan Dismas Zelenka: Sonatas ZWV 181 | a 2 oboi (violino) e 2 bassi obligati (Accent, 2017)
- Jan Dismas Zelenka: Missa Divi Xaverii ZWV 12, Litaniae de Sancto Xaveiro ZWV 156 (Accent, 2015)
- Johann Sebastian Bach: Mše h moll BWV 232 (Accent, 2013)
- Zelenka / Tůma (J. D. Zelenka: Sanctus et Agnus Dei, ZWV 34 & 36, F. I. A. Tůma: Stabat Mater) (Supraphon, 2013)
- Johann Sebastian Bach: Kantáty, sol. Martina Janková (Supraphon: 2013)
- Jan Dismas Zelenka: Responsoria pro hebdomada sancta ZWV 55, Lamentatio Ieremiae Prophetae ZWV 53 (Accent, 2012)
- Jan Dismas Zelenka: Officium defunctorum ZWV 47 / Requiem ZWV 46 (Accent, 2011)
- Antonín Reichenauer: Concertos | Koncerty (Supraphon, 2010)
- Jan Dismas Zelenka: I Penitenti al Sepolcro del Redentore (Zig-Zag Territoires, 2009)
- Jan Dismas Zelenka: Missa votiva (Zig-Zag Territoires, 2008)
- Jan Dismas Zelenka: Composizioni per Orchestra | Orchestrální skladby (Supraphon, 2005)
- Jiří Antonín Benda: Harpsichord Concertos | Koncerty pro cembalo (ARTA Records, 2005)
- Henrico Albicastro: Concerti a quattro, op. 4 (PAN Classics, 2001)

### DVD
- Heinrich Ignaz Franz von Biber: Missa Salisburgensis / Claudio Monteverdi: Selva Morale e Spirituale (Naxos, 2017)
- Gaetano Donizetti: Messa da Requiem (Narodowy Instytut Fryderyka Chopina, 2017)
- Christoph Willibald Gluck: Orfeo ed Euridice (Arthaus Music, 2014)
- Georg Friedrich Händel: La Ressurezione HWV 47 (Svatováclavský hudební festival, 2010)
- Bach / Zelenka / Pergolesi (Svatováclavský hudební festival, 2009)